# Marco Visconti

Das Wappen der Viscontis

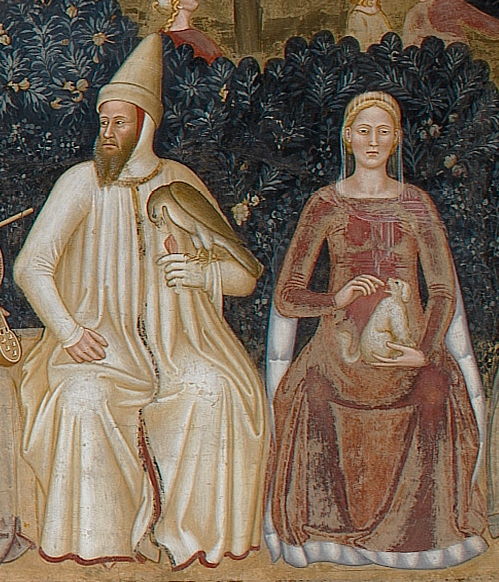
Beatrice della Scala und ihr Ehemann Bernabò Visconti sind die Eltern von Marco Visconti, dem späteren Gemahl der Elisabeth von Bayern-Landshut, Ausschnitt eines Freskos von Andrea di Bonaiuto aus der Cappella Spagnuolo, Santa Maria Novella, Florenz

Marco Visconti di Parma (* November 1353 in Mailand; † 3. Januar 1382 ebenda) aus der Familie Visconti war Mitherrscher von Mailand (1379–1382) und Statthalter von Parma (1364–1382). Er ist nicht zu verwechseln mit seinem Großonkel Marco I. Visconti.

## Leben
Als Sohn Bernabò Viscontis und der Beatrice della Scala wurde Marco im November 1353 in Mailand geboren. Zu seinem Taufpaten wählte man Francesco Petrarca, der den Eltern riet, das Kind zu ehren Ciceros auf den Namen Marco taufen zu lassen.
Der Vater war in zahlreiche Kriege verwickelt und dehnte seine Herrschaft auf mehrere Städte Norditaliens aus. So unterwarf er Parma und setzte Marco 1364 dort als Statthalter ein.
Die Kriege gegen den Papst, den Kaiser und verschiedenen Nachbarn führten dazu, dass Bernabò auf der Suche nach Verbündeten war. Aus diesem Grund sollte Marco die Tochter des Herren von Padua Francesco da Carrara heiraten. Marcos Mutter Beatrice war jedoch dagegen, weil Carrara gerade einen Feldzug gegen ihre Familie in Verona führte und riet ihrem Mann, doch auf eine bessere Kandidatin zu warten. Die schon beschlossene Verlobung wurde aufgelöst auch weil Carrara den Friedensvertrag mit Mailand annullierte. Im Jahre 1367 wurde Marco schließlich mit Elisabeth von Bayern-Landshut verheiratet, was den Visconti eine Mitgift von etwa 45.000 Gulden einbrachte.
1379 teilte Bernabò sein Herrschaftsgebiet unter seinen Söhnen auf. Als Erstgeborener wurde Marco zum Mitherrscher von Mailand ernannt.
Drei Jahre vor dem Vater verstarb Marco jedoch am 3. Januar 1382 in Mailand. Seine Frau überlebte ihn um nur zwei Wochen; ihre Ehe blieb kinderlos.

## Trivia
Die Oper Marco Visconti des italienischen Komponisten Errico Petrella ist nach einem gleichnamigen Bruder seines Großvaters benannt.